# Ліндсі Слоун
Ліндсі Слоун Лейкін-Роллінз (англ. Lindsay Sloane Leikin-Rollins; нар. 8 серпня 1977, Лонг-Айленд, Нью-Йорк) — американська акторка.

## Біографія
Ліндсі Слоун Лейкін народилася на Лонг-Айленді, штат Нью-Йорк, у родині Рене, дитячого бібліотекаря, та Джоуї Лейкіна, менеджера з продажу. Переїхавши до Лос-Анджелеса, у віці восьми років Слоун підписала контракт з агентом.
Її перша поява на телебаченні була в ролі Еліс Педермейр у серіалі «Чудові роки» з 1991 по 1993 рік. Пізніше вона зіграла Валері Біркхед у серіалі «Сабріна — юна відьма» з 1997 по 1999 рік і знялася у фільмі «Сабріна під водою» у ролі іншого персонажа, русалки на ім'я Фін.
Вона пробувалась на багато ролей в ряді телевізійних шоу. Так, з'являлася в епізодах серіалів «Дарма і Грег», «Моє так зване життя», «Шоу 70-х», «Західне крило», «Антураж» та інших.
Вона також знялася у таких фільмах, як «Добийся успіху», «Весільна вечірка», «Наречена з того світу», «Копи на підхваті», «Випадковий чоловік» і «Нестерпні боси».

## Фільмографія
| Рік  | Назва (оригінал)                                       | Роль           | Інше |
| ---- | ------------------------------------------------------ | -------------- | ---- |
| 1999 | Сім подружок (Seven Girlfriends)                       | Дафна          |      |
| 2000 | Добийся успіху (Bring It On)                           | Big Red        |      |
| 2003 | Весільна вечірка (The In-Laws)                         | Мелісса Пейсер |      |
| 2003 | (Exposed)                                              | Мінні          |      |
| 2006 | Телевізор (The TV Set)                                 | Лорель Саймон  |      |
| 2008 | Наречена з того світу (Over Her Dead Body)             | Хлоя Міллз     |      |
| 2008 | Випадковий чоловік (The Accidental Husband)            | Марсі          |      |
| 2009 | Шість жінок Генрі Лефея (The Six Wives of Henry Lefay) | Отем           |      |
| 2010 | Надто крута для тебе (She's Out of My League)          | Марні          |      |
| 2010 | Копи на підхваті (The Other Guys)                      | Франсин        |      |
| 2011 | Стара добра оргія (A Good Old Fashioned Orgy)          | Лаура          |      |
| 2011 | Нестерпні боси (Horrible Bosses)                       | Стейсі Арбус   |      |
| 2012 | (Darling Companion)                                    | Еллі           |      |
| 2014 | Нестерпні боси 2 (Horrible Bosses 2)                   | Стейсі Арбус   |      |
| 2019 | Коханці (Endings, Beginnings)                          | Біллі          |      |

### Серіали
| Рік       |    | Українська назва     | Оригінальна назва         | Роль                  |
| --------- | -- | -------------------- | ------------------------- | --------------------- |
| 1990      | с  |                      | Why, Charlie Brown, Why?  | старша сестра (голос) |
| 1991—1993 | с  | Чудові роки          | The Wonder Years          | Еліс Педермейр        |
| 1994      | с  | Моє так зване життя  | My So-Called Life         | Рут                   |
| 1995      | с  |                      | CBS Schoolbreak Special   | Тіна                  |
| 1996—1997 | с  |                      | Mr. Rhodes                | Зої Міллер            |
| 1997—1999 | с  | Сабріна — юна відьма | Sabrina the Teenage Witch | Валері Біркхед        |
| 1999      | тф | Сабріна під водою    | Sabrina Down Under        | Фін                   |
| 2000—2001 | с  |                      | Grosse Pointe             | Марсі                 |
| 2001      | с  |                      | Going to California       | Ліса                  |
| 2004      | с  |                      | The Stones                | Карлі Стоун           |
| 2006—2007 | с  |                      | Help Me Help You          | Саша Гофманн          |
| 2011      | с  |                      | Funny or Die Presents     |                       |
| 2011      | с  | Косяки               | Weeds                     | Максін                |
| 2014—2017 | с  |                      | Playing House             | Тіна Стейджерман      |
| 2015—2017 | с  |                      | The Odd Couple            | Емілі                 |